# Pasărea pictată (film)
Pasărea pictată (în cehă Nabarvené ptáče) este un film dramatic și război din 2019, regizat de Václav Marhoul, bazat pe romanul controversat și apreciat al scriitorului polonez-american Jerzy Kosiński, cu același nume. Filmul prezintă povestea tulburătoare a unui băiat evreu rătăcind prin Europa de Est în timpul celui de-al Doilea Război Mondial, înconjurat de brutalitate, suferință și prejudecăți profunde. 
Filmul a fost produs în coproducție cehă, slovacă și ucraineană și este remarcabil pentru portretizarea dură și realistă a ororilor războiului și a antisemitismului. Producția a fost apreciată pentru calitatea tehnică, interpretarea actoricească și abordarea estetică, chiar dacă a fost catalogată de unii critici drept extrem de dură și șocantă.

## Context și producție
Regizorul Václav Marhoul a lucrat la adaptarea romanului timp de mai mulți ani, dorind să redea fidel atmosfera sumbră și gravitatea subiectului. Filmul este realizat în mare parte în limbi slave, cu intertitluri în engleză, germana și idiș, pentru a accentua autenticitatea și diversitatea etnică a regiunii în acea perioadă.
Cinematografia realizată de Vladimír Smutný folosește un alb-negru intens, aproape documentar, creând o atmosferă rece și apăsătoare care pune în evidență suferința personajelor și condițiile brutale prin care trece protagonistul.
Actorii principali, precum Stellan Skarsgård (în rolul unui fermier brutal), Harvey Keitel și Barry Pepper, contribuie cu interpretări memorabile, oferind o complexitate aparte unor personaje adesea ambigue moral.

## Teme și interpretări
Filmul explorează teme precum cruzimea umană, supraviețuirea în condiții extrem de dure, intoleranța și violența de război, dar și inocența pierdută a copilăriei. Este o critică puternică a fanatismului și a urii etnice care au devastat Europa Centrală și de Est în timpul războiului.
Deși bazat pe o operă literară controversată – romanul lui Kosiński a fost criticat pentru posibile exagerări și ficționalizare a unor evenimente – filmul lui Marhoul este considerat o capodoperă cinematografică a genului și o contribuție valoroasă la memoria colectivă a ororilor războiului.

## Premii și nominalizări
| Anul | Premiile                                       | Categoria                              | Rezultat     | Referință |
| ---- | ---------------------------------------------- | -------------------------------------- | ------------ | --------- |
| 2019 | Festivalul Internațional de Film de la Veneția | Competiție oficială                    | Nominalizare | [ 9 ]     |
| 2019 | Czech Lion Awards                              | Cel mai bun film                       | Câștigat     | [ 10 ]    |
| 2019 | Czech Lion Awards                              | Cel mai bun regizor                    | Câștigat     | [ 11 ]    |
| 2019 | Czech Lion Awards                              | Cea mai bună imagine                   | Câștigat     | [ 12 ]    |
| 2020 | European Film Awards                           | Cel mai bun film european              | Nominalizare | [ 13 ]    |
| 2020 | European Film Awards                           | Cel mai bun regizor                    | Nominalizare | [ 14 ]    |
| 2020 | European Film Awards                           | Cel mai bun actor într-un rol secundar | Nominalizare | [ 15 ]    |